# Ян Лю
Ян Лю (кит.: 杨柳; 20 травня 1992) — китайська боксерка, призерка Олімпійських ігор, чемпіонка світу та Азійських ігор.

## Аматорська кар'єра
На чемпіонаті світу 2019 
- В 1/16 фіналу перемогла Еліну Густафсон (Фінляндія) — 5-0
- В 1/8 фіналу перемогла Розі Еклс (Уельс) — 5-0
- У чвертьфіналі перемогла Чень Няньцінь (Китайський Тайбей) — 3-2
- У півфіналі перемогла Ловліну Боргохайн (Індія) — 3-2
- У фіналі програла Бусеназ Сюрменелі (Туреччина) — 0-4

На чемпіонаті світу 2023 стала чемпіонкою.
- В 1/16 фіналу перемогла Чень Няньцінь (Китайський Тайбей) — 5-0
- В 1/8 фіналу перемогла Мілену Матович (Сербія) — 3-1
- У чвертьфіналі перемогла Стефапі Піпейро (Пуерто-Рико) — 4-1
- У півфіналі перемогла Надію Рябець (Казахстан) — 4-1
- У фіналі перемогла Джанджем Суваннафенг (Таїланд) — 5-0

На Азійських іграх 2022, що через пандемію коронавірусної хвороби пройшли 2023 року, стала чемпіонкою.
- В 1/8 фіналу перемогла Арундаті Чоудхарі (Індія) — 5-0
- У чвертьфіналі перемогла Хван Хе-Сун (Північна Корея) — 5-0
- У півфіналі перемогла Чень Няньцінь (Китайський Тайбей) — 3-2
- У фіналі перемогла Джанджем Суваннафенг (Таїланд) — 5-0

На Олімпійських іграх 2024 завоювала срібну медаль.
- В 1/8 фіналу перемогла Альсінду Пангуана (Мозамбік) — 5-0
- У чвертьфіналі перемогла Ошин Дерев'ю (Бельгія) — 5-0
- У півфіналі перемогла Чень Няньцінь (Китайський Тайбей) — 4-1
- У фіналі програла Імане Хеліф (Алжир) — 0-5